# William Irigoyen
Pour les articles homonymes, voir Irigoyen.
William Irigoyen est un journaliste né en 1970. Il travaille depuis 2001 pour la chaîne de télévision franco-allemande Arte.

## Parcours
Après des études d'allemand à la Sorbonne (Paris-IV) et de journalisme au CELSA, William Irigoyen commence à travailler en 1994 en tant que pigiste pour France 2 (Sports JT, Culture, Télématin, Journal de la Nuit, Polémiques...), France 3 (Soir 3) et le mensuel Grands Reportages.
En désaccord avec l'évolution de la ligne éditoriale de la chaîne, il quitte France 2 et redevient free-lance. Après avoir obtenu une bourse de la fondation franco-américaine et de l'OFAJ, il passe une année aux États-Unis et en Allemagne où il effectue des stages à CNN, Atlanta Journal Constitution et à Hessischer Rundfunk. De retour en France, il travaille pour RFI, TV5 et surtout Arte. Pendant sept ans (2004-2011) il y présentera Arte Info qui deviendra par la suite Arte Journal (avec des spéciales, notamment, en Corée du Nord, Russie, Italie, Belgique, Israël...).
Depuis janvier 2012, il présente en alternance Arte Reportage, le magazine hebdomadaire d'actualité internationale pour lequel il réalise aussi des sujets de 26 minutes et, depuis 2022 Arte Thema.
Sur le site internet de la chaîne franco-allemande, il a animé Tête de lecture, où il faisait la recension vidéo d'un essai en résonance avec l'actualité. Il est aussi intervenu dans le cadre de la rubrique Touch me où il faisait part de ses coups de cœur littéraires.
William Irigoyen a collaboré à différents journaux et magazines : Le Monde Diplomatique, L'Orient littéraire (Beyrouth).
Il anime des rencontres littéraires à Luxembourg comme il l'a fait dans différents festivals : Bron, Metz et Paris.
Il est l'auteur d'un essai critique sur le journal télévisé : Jeter le JT - Réfléchir à 20h est-il possible (éditions François Bourin).
Pendant quatre ans il a tenu Le poing et la plume, un blog littéraire hébergé par Arte.
Il a également travaillé pour Lire, Espace 2, La Cité (Genève), Géo Magazine Histoire, La Revue des Deux Mondes, La Tribune de Genève, Lyon Figaro.